# František Přítel
František Přítel (*30. listopadu 1867, Nymburk  - 18. června 1930, Praha) byl český sochař, který žil od roku 1895 v Berlíně a do Čech se vrátil ve 20. letech.

## Život a dílo

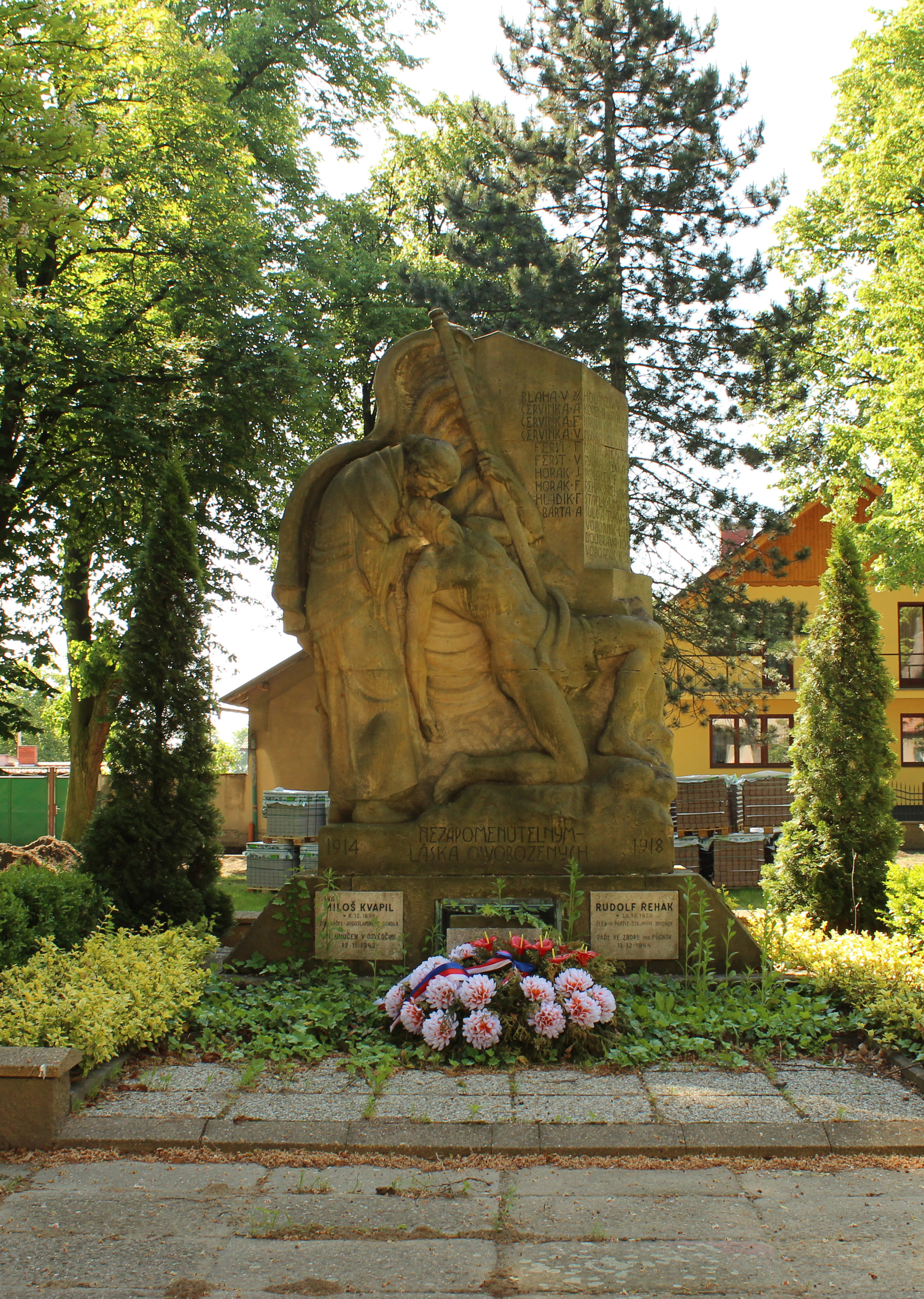
Straky, památník obětem I. sv. války

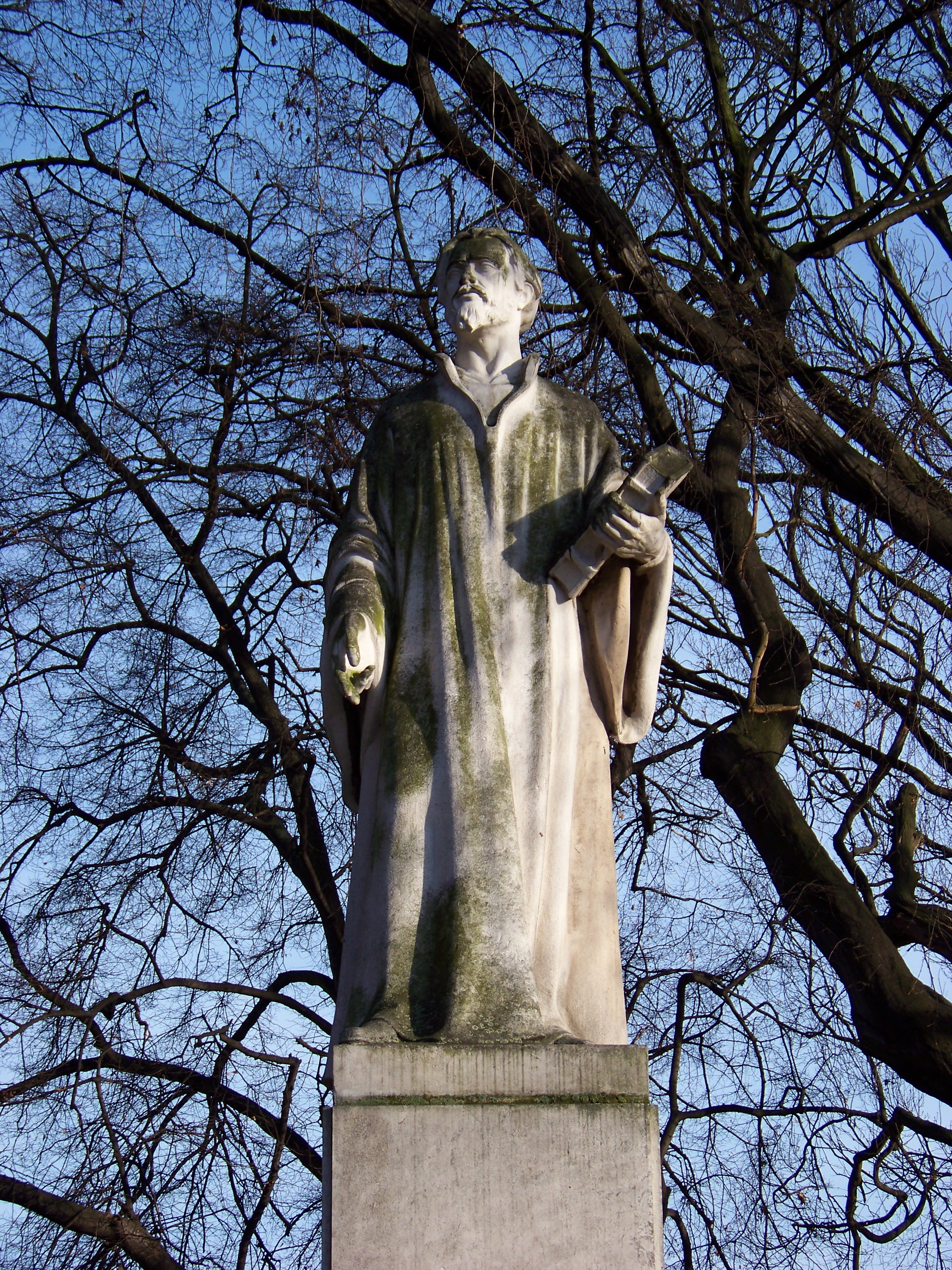
Nymburk, pomník Mistra Jana Husa

Obecnou a měšťanskou školu absolvoval v Nymburce. Vyučil se na C. a k. odborné škole sochařsko-kamenické v Hořicích (prof. Václav Weinzettel) a poté pracoval jeden rok v Seichově sochařském závodě v Teplicích. V hořické kamenosochařské škole působil jako pedagog. V letech 1895-1909 žil v Berlíně. Zprvu pracoval u sochaře Schillingra a později si zřídil vlastní ateliér. Byl řazen k nejlepším sochařům a získal řadu veřejných ocenění. V Berlíně se oženil s dcerou mlékaře a rok po svatbě se jim narodila dcera Elinka. Manželka však záhy zemřela na záškrt, a tak se František Přítel společně s malou dcerou vrátil do Čech.
Po roce 1909 otevřel v Praze Tróji sochařský ateliér, ale nepodařilo se mu proniknout mezi zdejší uznávané sochaře. V Praze se znovu oženil, jeho manželce Mileně Vojtěchovské se narodila dcera Milena. Jeho prvorozená dcera zemřela v 19 letech. V září 1914 narukoval do armády a procestoval Dolní Rakousy, Halič, Bukovinu, Rusko, Cařihrad a část Asie. Po válce se vrátil do Drahelic a věnoval se opět sochařství. Později se přestěhoval do Prahy. V letech 1911-1925 byl členem SVU Mánes a roku 1914 byl jmenován dopisujícím členem mnichovské Sezession.
Jeho pozůstalost je uložena v Památníku národního písemnictví. Kromě sochařského modelu pomníku M.R. Štefánika obsahuje 271 kreseb - figurální a portrétní studie, náčrty s vojenskou tematikou, návrhy pomníků a plastik, architektonické studie.

### Známá díla
- 1909 Torzo zraněného vojína, zlatá medaile na mezinárodní výstavě v Mnichově
- ? Pomník Petra Velikého v Rize, druhá cena
- 1925 znak města Prahy s heraldickými lvy, primátorský portál budovy Ústřední knihovny
- návrh leteckého pomníku Milana Rastislava Štefánika, Památník národního písemnictví

### Realizace
- 1921 Pomník obětem války, Straky[6]
- 1924 Pomník Mistra Jana Husa, Most, zničen nacisty roku 1938[7]
- 1928 Socha Mistra Jana Husa, Nymburk[8]

## Galerie

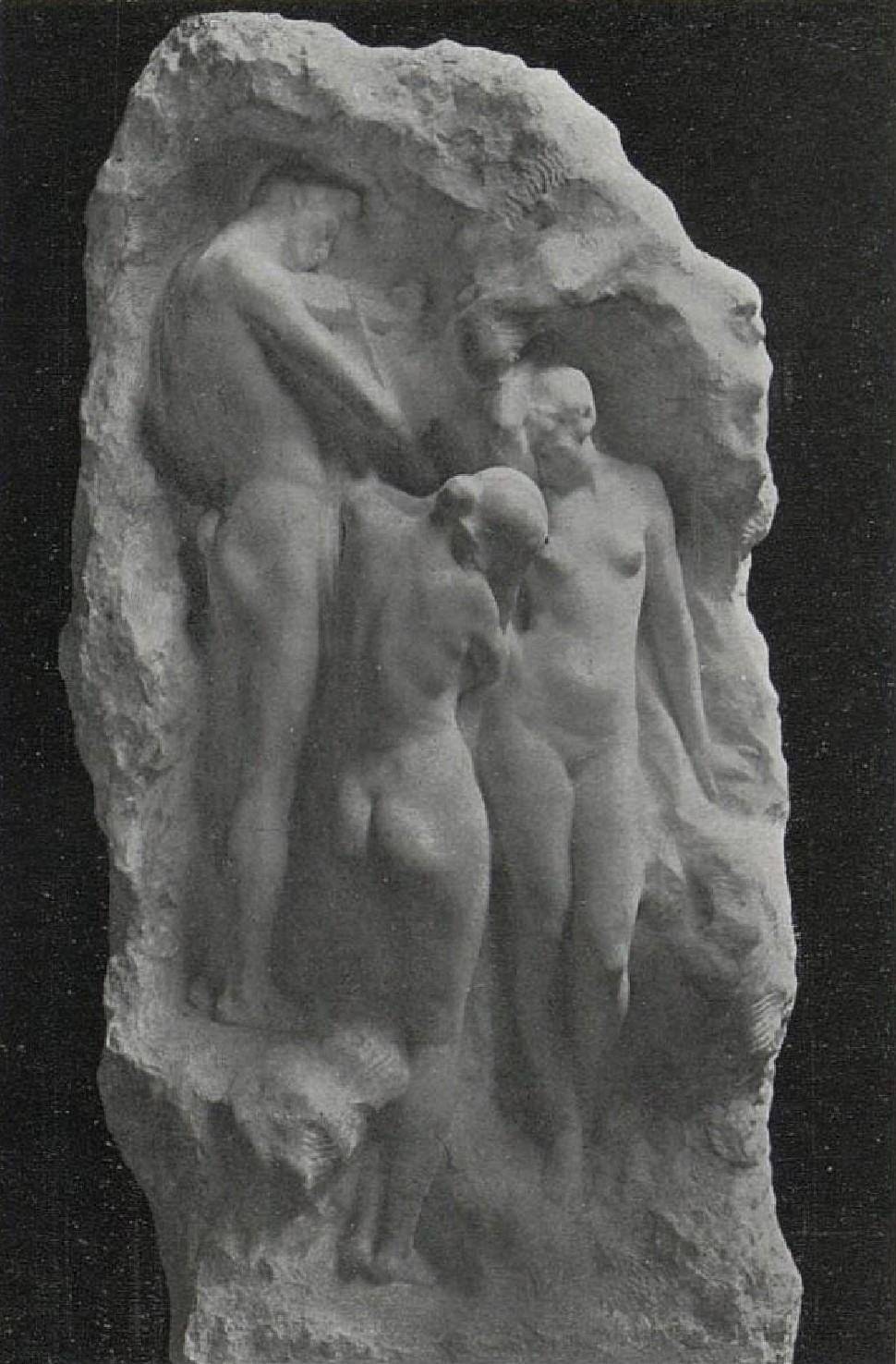
Zvuky (1904)
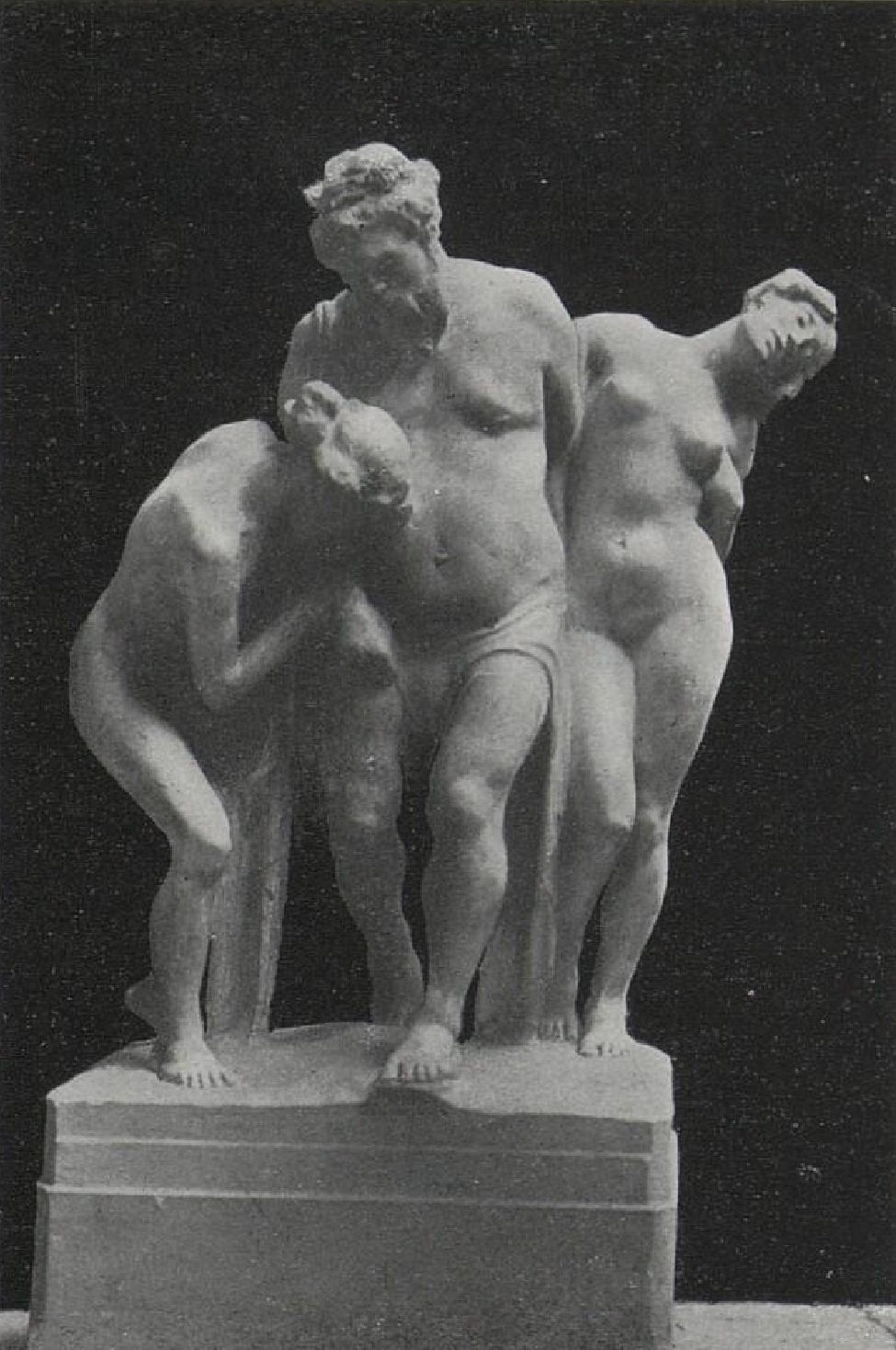
Bacchus (1905)